# Миодраг Јаћимовић
Миодраг Јаћимовић (Моравци, Љиг, 1934 — Чачак, 12. август 2009) био је српски професор, књижевник и приређивач.

## Биографија
Миодраг Јаћимовић је рођен 1934. године у селу Моравци код Љига у свештеничкој породици. Од 1938. године због премештаја службе оца Милоја, живи у Бресници код Чачка где је завршио Основну школу „Ђенерал Марко Ђ. Катанић“. У Чачак прелази 1945. године где наставља школовање и завршава Гимназију, а Филозовски факултет завршава у Београду на Одсеку за књижевност и српски језик. Од 1959. године ради као професор књижевности у Чачку, до пензионисања 1995. године. Године 1985, постао је члан Удружења књижевника Србије и сарадник Језичког одељења САНУ. Путујући много, видео је целу Европу, велики део Африке и Азије и Блиски исток. Два пута је био на поклоничком путовању, у Палестини и Израелу као и Светој Гори. Има звање хаџије. У сазиву Народне скупштине Србије 2000. године, био је народни посланик. Умро је у Чачку 12. августа 2009. године.

## Књижевни рад
Миодраг Јаћимовић књижевним радом се бавио од 1958. године. Објављујући путописе, приповетке, романе, монографије и историјске монографије. Приредио је дневнике солунаца под називом Слово ратниково. Последње дело Миодрага Јаћимовића су дневнички записи Предајте се Срби, издање из 2008. године.

## Награде
Добитник је две књижевне награде:
- Златна плакета "Таковски устанак" (1998)
- "Ђак каплар" Главно општинско признање Општине Љиг(2000)[1]

## Дела
- историјска монографија "Арсеније Лома" (1972)
- историјска монографија "Лазар Мутап" (1973)
- монографија "Белановица" (1974)
- роман "Без лета"(1975)
- збирка приповедака "Моји људи" (1977)
- народна предања "Качерске легенде" (1978)
- дневници солунаца "Слово ратниково" (1980)
- роман "На путу за Пањевац"(1981)
- народна предања "Лепопоље" (1981)
- књига путописа "Свет у очима Чачана" (1983)
- монографија "Качерски родови" (1984)
- Студија Рудничка лична имена" (1985)
- књига политичких расправа "Професор није крив" (1986)
- роман "Укидање будућнсти" (1986)
- збирка приповедака " Усрећитељи" (1989)
- историјска монографија "Знаменити Рудничани" (1990)
- збирка приповедака "Мртва зона" (1994)
- историјски лексикон "Качерци некад и сад" (1994)
- хумористичка проза "Јордо" (1996)
- споменица "Техничка школа у Чачку 1946-1996)
- етнографска књига "Качер-предели и људи" (1997)
- збирка приповедака "Урези у памћењу" (1998)
- дневнички записи "Време опадања" (1999)
- приповетке "Белези Белановице" (2000)
- монографија "Храм Успенија пресвете Богородице" (2001)
- приповетке " Чачанске приче" (2001)[1][2]